# Ernestokokenia
Ernestokokenia è un mammifero estinto, appartenente ai didolodontidi. Visse tra l'Eocene inferiore e l'Eocene medio (circa 51 - 42 milioni di anni fa) e i suoi resti fossili sono stati ritrovati in Sudamerica.

## Descrizione
Questo animale è noto principalmente per la dentatura, ed è quindi impossibile ricostruirne l'aspetto. Dal raffronto con animali simili e meglio conosciuti, come Didolodus, sembra che Ernestokokenia fosse lungo tra i 60 centimetri e un metro. Ernestokokenia era caratterizzato da premolari e molari molto semplici, di struttura bunodonte, molto simili a quelli di Didolodus. Il terzo e il quarto premolare superiore, tuttavia, erano di forma differente, ed erano privi di mesostilo. Il cingulum labiale e linguale erano ben sviluppati.

## Classificazione
Ernestokokenia è un rappresentante dei didolodontidi, un enigmatico gruppo di mammiferi sudamericani tipici dell'inizio del Cenozoico, di incerta collocazione sistematica. I primi fossili di questo animale vennero ritrovati nella provincia di Chubut in Patagonia (Argentina) in terreni dell'Eocene medio e vennero descritti da Florentino Ameghino nel 1901; la specie tipo è Ernestokokenia nitida. Ameghino descrisse anche le specie Euprotogonia patagonica ed E. trigonalis, provenienti dagli stessi luoghi, che successivamente George Gaylord Simpson (1948) attribuì al genere Ernestokokenia. Lo stesso Simpson, anni prima (1935), aveva descritto altre due specie, E. chaishoer ed E. yurunhor, provenienti sempre dalla provincia di Chubut e risalenti all'Eocene inferiore. Altri fossili attribuiti con qualche dubbio a questo genere sono stati ritrovati in terreni del Paleocene superiore dell'Argentina e dell'Eocene del Cile.